# Conférence française de scoutisme
Pour les articles homonymes, voir CFS.

La Conférence française de scoutisme est une association loi de 1901 créée en 2000 à la suite du Message aux familles publié par quatre mouvements le 17 septembre 1999, cette association ne fait pas partie de l'Organisation mondiale du mouvement scout (OMMS). Elle regroupe 3 mouvements :
- les Éclaireurs neutres de France ;
- la Fédération des éclaireuses et éclaireurs ;
- l'Association des guides et scouts d'Europe.

La CFS a pour but d'harmoniser les programmes de formation des cheftaines et des chefs, d'apporter ses compétences aux autorités de tutelle pour améliorer la réglementation et de défendre les valeurs du scoutisme. Outre les assemblées générales, la seule activité commune aux mouvements adhérents est le festival du film scout.

## Festival du film scout
Le festival du film scout est proposé en 2013, pour sa cinquième édition.
Cet évènement, qui a une portée pédagogique, propose des films sur plusieurs sujets, comme le journalisme ou l'aventure. 

## Message aux familles
Le message aux familles est une lettre commune des Guides et scouts d'Europe, de la Fédération des éclaireurs et éclaireuses, des Éclaireurs neutres de France et des Scouts unitaires de France (SUF) dans laquelle ces associations expriment leurs attachement aux principes fondamentaux du scoutisme. Elles entendent réaffirmer leur spécificité et leur indépendance, mais tiennent à souligner les valeurs communes auxquelles elles adhèrent. Publié en 1999, ce message débouche l'année suivante sur la création de la CFS, sans les SUF.